# Kalinganahalli, Bhadravati
Kalinganahalli là một làng thuộc tehsil Bhadravati, huyện Shimoga, bang Karnataka, Ấn Độ.